# Little Bookham
Little Bookham är en ort i distriktet Mole Valley, i grevskapet Surrey, i England. Little Bookham var en civil parish fram till 1974. Civil parish hade 650 invånare år 1951. Byn nämndes i Domedagsboken (Domesday Book) år 1086, och kallades då Bocheham.